# Juan Lara

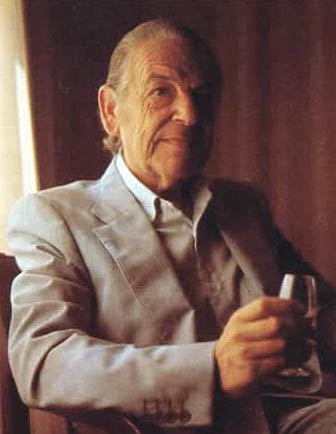
Juan Lara Izquierdo.

Juan Lara Izquierdo (El Puerto de Santa María, 1920-1995) fue un pintor andaluz. Pintor costumbrista de numerosos rincones de su ciudad natal ambientados en un goyesco siglo XIX: Embarque de botas, Toro del aguardiente, Ermita de Santa Clara, Lección de toreo, etc.

## Biografía
Formado en los talleres de decoración de su padre, continúa sus estudios artísticos en la Academia de Bellas Artes Santa Cecilia, en El Puerto de Santa María, practicando la acuarela, el dibujo al natural y la fotografía. Desde su estudio en la sierra de San Cristóbal (Cádiz), crea sus obras más conocidas de distinta temática; carteles de feria, retratos, paisajes, corridas goyescas, la enseñanza del arte del toreo, el río Guadalete, muelles, varaderos, el castillo de San Marcos, el mundo del vino, escenas cotidianas dentro del folklore andaluz, etc. 
Llega a México en 1971, hecho trascendental para su vida y obra, con temas como con temas como La ruta de la independencia, Los pueblos rosas mejicanos, La charrería. Allí son de gran éxito sus exposiciones en ciudades como León Guanajuato, México D. F., Taxco, Tenochtitlan, Texcoco, etc.
En 1981 descubre el exotismo y humanidad de las gentes y calles de Marruecos, etapa en la que desarrolla sus temas árabes. Es nombrado académico numerario de la Academia de Bellas Artes Santa Cecilia en 1984. Su última exposición la realiza en San Diego, California, en 1993.

«Dicen que el artista nace, no se hace, aunque lógicamente tiene que estudiar y perfeccionarse. Por lo tanto, el Arte es para mí, en principio un sentimiento especial con el que Dios dota a algunas personas, valiéndose de sólo él sabe que medios. La persona elegida siente dentro de sí una inquietud que no puede explicar. Según el ambiente en que viva o se desarrolle esa inquietud, se va discriminando, culminando en algo más concreto, pintura, música, poesía, etc., de las que están dentro de las Bellas Artes, y que empieza a llamar la atención de los demás.»
Juan Lara. Mis Recuerdos (1982)